# Gun (Computerspiel)
Gun (teilweise GUN geschrieben) ist ein Action-Adventure-Videospiel, das von Neversoft entwickelt und 2005 von Activision für alle damals aktuellen Spielekonsolen und für PC veröffentlicht wurde. Es ist ein Third-Person-Shooter, der im Wilden Westen angesiedelt ist.

## Inhalt
Der vom Spieler gesteuerte Protagonist Colton White wird mit seinem Vater Ned während einer Fahrt mit einem Raddampfer in eine Schießerei mit Banditen verwickelt, in dessen Verlauf Ned tödlich getroffen wird. Vor seinem Tod kann er seinem Sohn jedoch noch sagen, dass er gar nicht sein leiblicher Vater ist. Colton beginnt daraufhin mit Nachforschungen, um Klarheit über seine Vergangenheit zu erlangen, gerät dabei jedoch zwischen die Fronten rivalisierender, mächtiger Parteien.

## Gameplay
Neben dem Erfüllen der Hauptaufträge kann der Spieler einigen anderen, optionalen, Beschäftigungen nachgehen. So hat man die Möglichkeit, Poker zu spielen, Gold zu schürfen und mit Nebenaufträgen wie Steckbrief-Gesuchen oder der Arbeit als Hilfssheriff Geld zu verdienen.
Da Gun in einer größeren und offenen Spielwelt, vergleichbar mit Grand Theft Auto, spielt, kann der Protagonist auf Pferde zurückgreifen, um größere Distanzen zügiger zu bewältigen. Zudem hat man die Möglichkeit, während des Reitens seine Waffen zu benutzen.
Ein weiteres Merkmal des Spiels ist die sogenannte Schnellziehfunktion. Hier schaltet der Charakter in eine zeitverzerrte Ich-Perspektive.

## Sprachausgabe
In der englischen Sprachversion werden mehrere Charaktere von bekannten Schauspielern gesprochen, wie z. B. von Thomas Jane, Lance Henriksen, Brad Dourif, Ron Perlman, Tom Skerritt, Kris Kristofferson und Dwight Schultz.

## Deutsche Version
Um in Deutschland eine möglichst niedrige Alterseinstufung zu erhalten oder gar um einer möglichen Indizierung durch die BPjM zu entgehen, wurde die deutsche Version erheblich geschnitten. So wurden Sterbeanimationen und Blut entfernt. Anders als in der englischen Originalfassung kann einem sterbenden Gegner nicht der Skalp abgetrennt werden.
Die ungeschnittene Version wurde indiziert.

## Rezeption
Die kurze Spielzeit sei kein Manko, da sich die Höhepunkte aneinander reihen. Die Hintergrundgeschichte sei spannend inszeniert und böte filmreife Zwischensequenzen und packende Feuergefechte. Die Charaktere seien einzigartig. Bei der Grafik müssten Abstriche gemacht werden. Ebenso sei die offene Welt leer und abseits der Hauptgeschichte gäbe es wenig zu erleben. Die Handlungsfreiheit sei eingeschränkt und das Zielsystem fordere nicht. Der Schauplatz und die Inszenierung im Stile eines Italowesterns sei eine willkommene Abwechslung. Die Geschichte sei oftmals unsauber in den Spielverlauf eingebunden. Die Animationen der Nicht-Spieler-Charaktere überzeuge nicht immer. Die Akustik samt pompöse Musik sei grandios. Die Originalsprachausgabe lebe stark von den prominenten Sprechern und verzeihe daher das Fehlen einer deutschen Synchronisation. Die Schnitte für den deutschen Jugendschutz setzten dem Spiel stark zu. Die Atmosphäre sei blutleer und steril. Die XBox-360-Version böte die schönere Grafik, hinterließe jedoch keinen Next-Gen-Eindruck. Auf dem GameCube böten sich deutliche Steuerungsdefizite.
Aufgrund der fehlerhaften Darstellung der indianischen Kultur und deren massenhaften Töten, um im Spiel weiterzukommen, geriet Activision in die Kritik. Daraufhin ließ der Publisher verlauten das ethnische Gruppen zu verunglimpfen nicht Ziel der Entwickler war. Stattdessen wurden wie auch in anderen Medien bereits zuvor historische Ereignisse aufgegriffen. Man wolle im Spiel nur die Härte des Lebens im 19. Jahrhundert darstellen.